# Francisco Bernabé
Francisco Martín Bernabé Pérez (La Unión, 3 de abril de 1970) es un abogado y político español, diputado por Murcia en el Congreso durante la XII legislatura. y en el Senado en la XIV Legislatura (10/11/2019).

## Biografía
Licenciado en Derecho por la Universidad de Murcia (1993), máster en Práctica Jurídica por la Universidad de Murcia (1995), máster en Asesoría Jurídica de Empresas por ENAE Business School (1996) y diplomado en lengua inglesa por la Universidad de Cambridge (1995) y el Trinity College de Londres (1988). Trabaja como abogado en los Colegios de Murcia y Cartagena, desde 1994, y entre 1996 y 2004 fue coordinador técnico de la Escuela de Práctica Jurídica de la Universidad de Murcia.
A nivel político, fue alcalde de La Unión entre 2007 y 2014, año en que fue nombrado consejero de Fomento e Infraestructuras de la Región de Murcia, cargo que ocupó hasta 2016. Diputado en la Asamblea Regional de Murcia en 2015 y vocal de Medio Ambiente en la Federación Española de Municipios y Provincias entre 2011 y 2014. Tras las elecciones generales de 2016 fue elegido diputado por Murcia en el Congreso. Como miembro del Partido Popular, desde 2017 es vicesecretario general de Acción Política de la Región de Murcia, entre 2012 y 2015 fue vicesecretario general de Comunicación, Formación y Nuevas Tecnologías de la Región de Murcia, y desde 2011 es presidente del Partido en La Unión.